# هورنی بریزا
هورنی بریزا (به چکی: Horní Bříza) یک منطقهٔ مسکونی و شهرستان دارای شهرک سابقاً روستا در جمهوری چک است که در ناحیه پلزن-شمالی واقع شده‌است. هورنی بریزا ۴٬۳۴۰ نفر جمعیت دارد.

## خواهرخوانده
شهر Villeneuve-sur-Yonne خواهرخواندهٔ هورنی بریزا هست.